# Juan de Illana

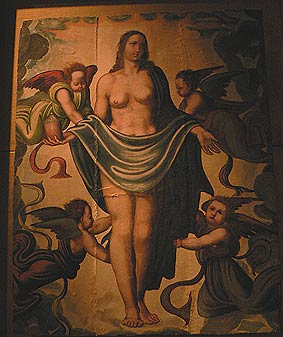
Tránsito de la Magdalena, tabla, 93 x 74 cm, Liceras (Soria), Iglesia parroquial de la Santa Cruz.

Juan de Illana fue un pintor español documentado en tierras de la diócesis de Sigüenza y Burgo de Osma de 1553 a 1567.
Se documenta a Juan de Illana como pintor en 1553, con motivo del cobro de 38 reales pagados por iglesia parroquial de Sienes por la pintura de unos frontales, un banco de altar y el cristal de las crismeras.
Suyas parecen ser las pinturas del retablo mayor de la iglesia de la Invención de la Santa Cruz de Liceras (Soria), concluido en 1562. Sus ocho tablas y predela, reaprovechadas en el retablo barroco moderno, que sustituyó al primitivo después de 1681, representan escenas de la infancia de Cristo (Natividad y Epifanía), de la leyenda de la invención de la cruz (Santa Elena, Sueño de Constantino, Batalla del puente Milvio y Heraclio entrando en Jerusalén) y los santos Roque, patrón de la localidad, y Magdalena, esta con el cuerpo cubierto por sus propios cabellos antes de la restauración realizada para su exposición en la edición de Las edades del hombre de 2009, con un apostolado en la predela.
En su estilo, próximo al de otros maestros seguntinos como Pedro de Andrade, se han advertido también influencias de Alonso Berruguete en el color y el plegado de las vestimentas.